# کنیسه پیتاو
کنیسه پِیتاو یا پیتاو-شول (به لتونیایی: Peitavas ielas sinagoga) تنها کنیسه شهر ریگا در لتونی است که از هولوکاست جان سالم به در برده و در حال حاضر فعال است. این کنیسه مرکز فعالیت جامعه یهودیان لتونی است و توسط دولت لتونی به عنوان یک بنای معماری با اهمیت ملی شناخته شده است.
کنیسه میان سال‌های ۱۹۰۳–۱۹۰۵ توسط معمار ویلهلم نویمان به سبک هنر نو طراحی و ساخته شد. هنگامی که کنیسه‌های ریگا در سال ۱۹۴۱ توسط نازی‌ها و همدستان لتونیایی آن‌ها سوزانده شدند، کنیسه پیتاو تنها کنیسه‌ای بود که به دلیل قرار گرفتن در بخش قدیمی شهر، مجاور ساختمان‌های دیگر زنده ماند. در طول جنگ جهانی دوم، از این کنیسه به عنوان یک انبار استفاده می‌شد.
پس از جنگ، این بنا یکی از نسبتاً معدود کنیسه‌های مجاز به بازماندن در اتحاد جماهیر شوروی بود. پس از بازیابی استقلال لتونی در سال ۱۹۹۱، کنیسه در اثر بمب‌گذاری‌های سال‌های ۱۹۹۵ و ۱۹۹۸ آسیب دید.
بازسازی کنیسه در سال ۲۰۰۹ با کمک‌هایی از طرف اتحادیه اروپا و دولت لتونی، به اتمام رسید. مراسم گشایش آن با حضور والدیس زاتلرس، رئیس‌جمهور لتونی و والدیس دومبرووسکیس، نخست‌وزیر وقت و همچنین یولی-یوئل ادلشتاین، وزیر امور دور از وطن‌های اسرائیل برگزار شد.

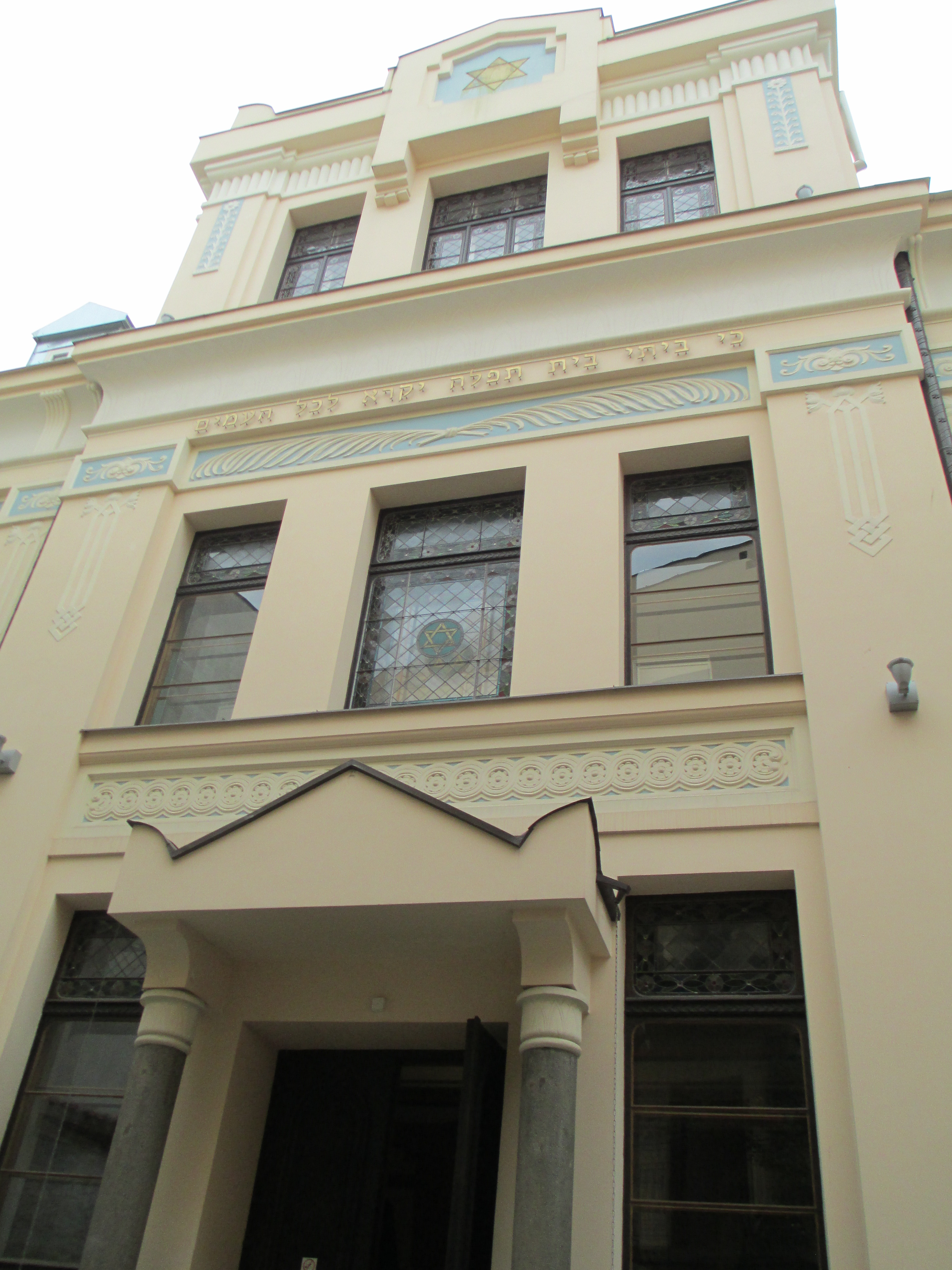
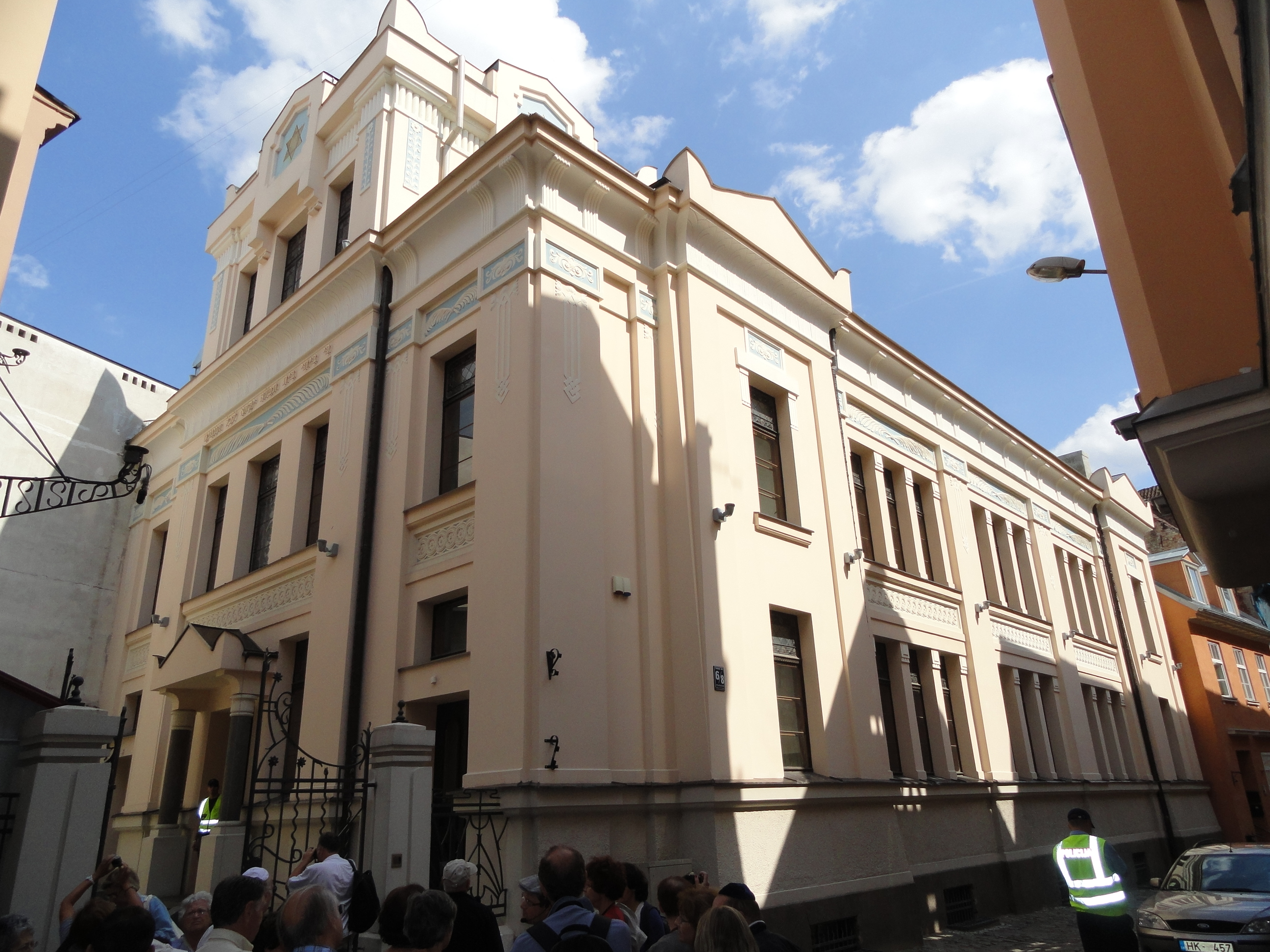
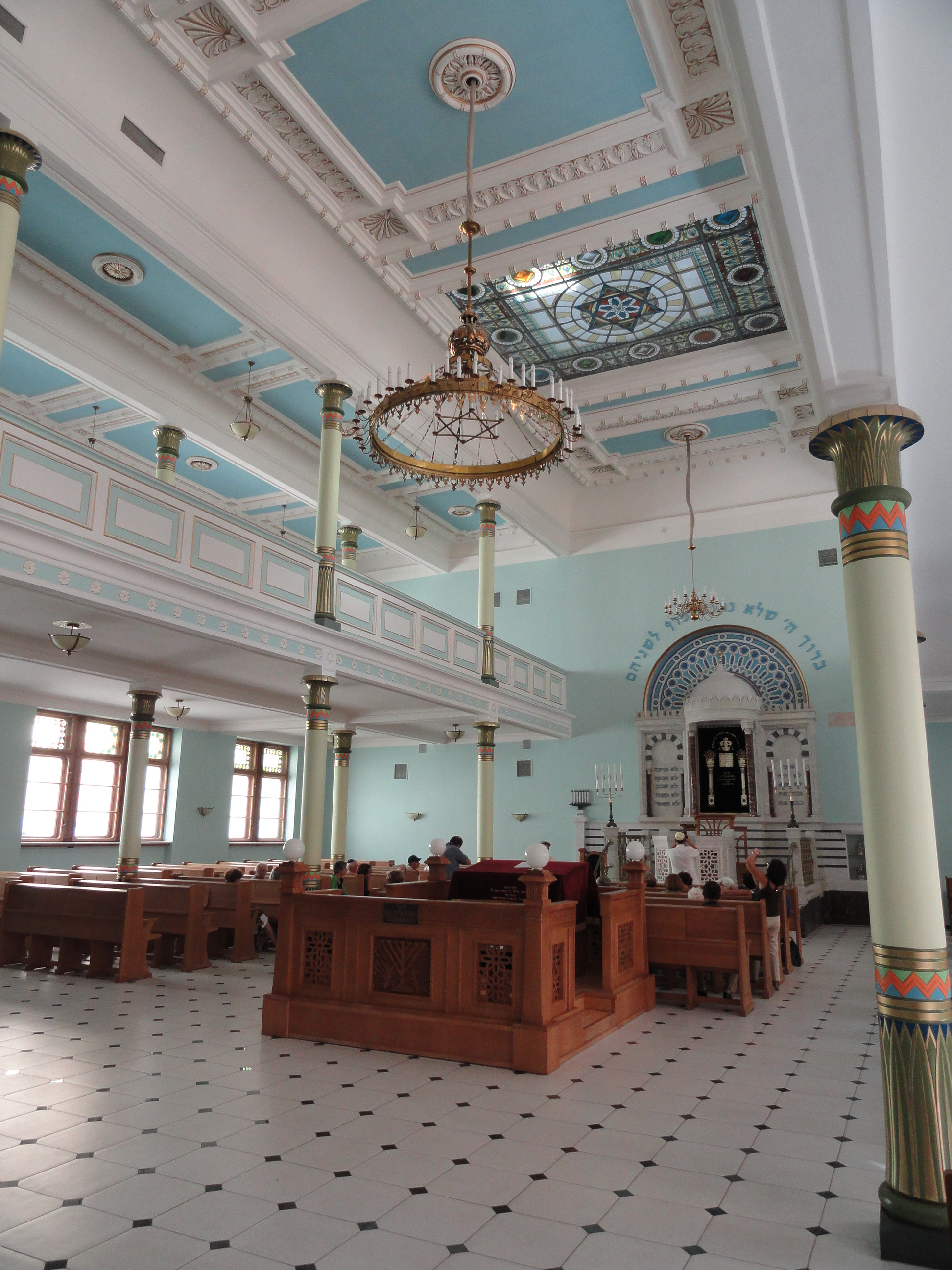
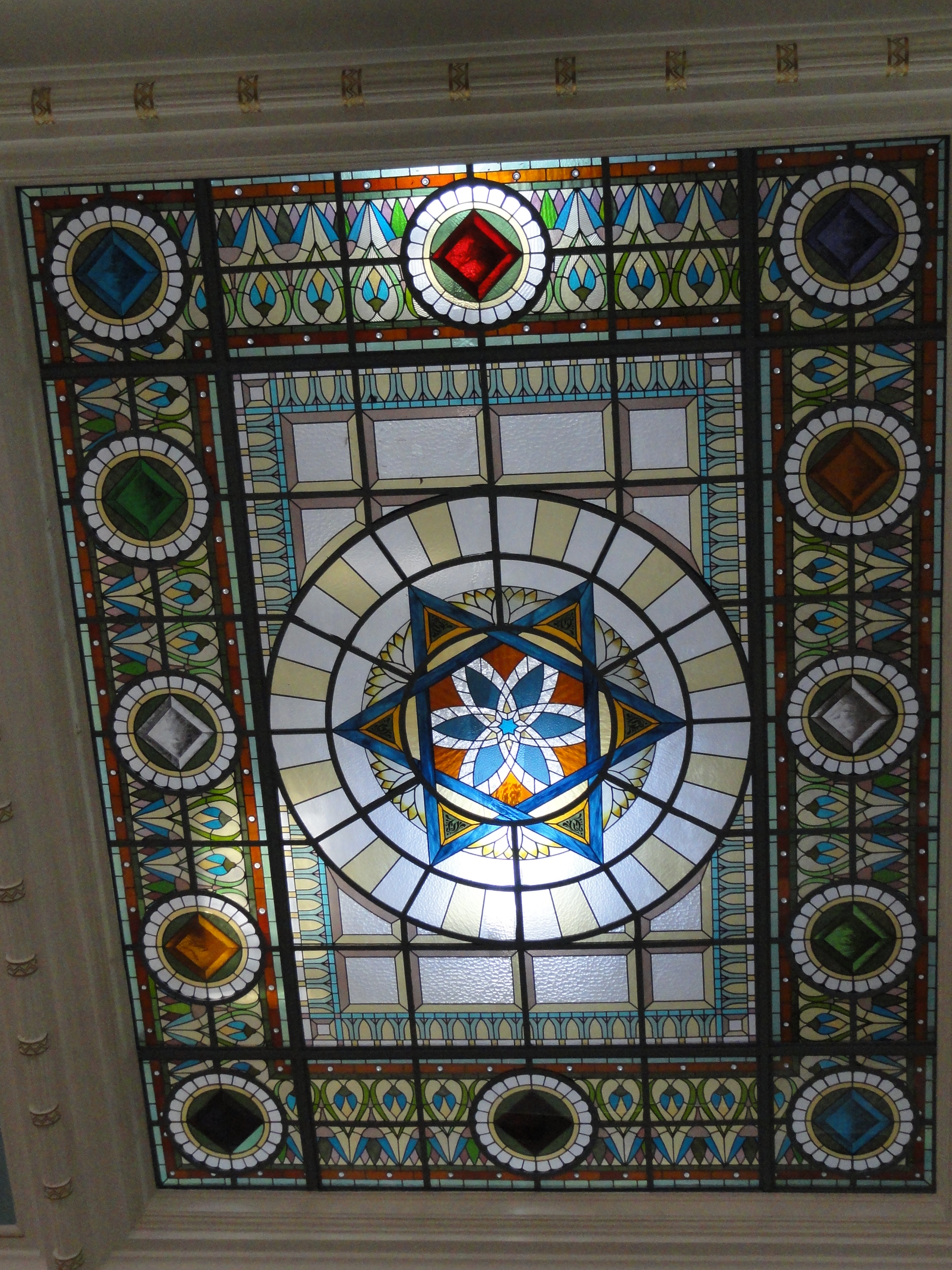